# Eumélosz (Antheiasz apja)
Eumélosz (görög Εύμηλος) Aigeialeión és Akhaia királya. A név alapján igen korai mítosz, mivel a „sokbirkájú” etimológia a pásztorok főnökére utal. A cselekmény a földművelés kezdeteit írja le.
A történet szerint Attikából érkezett hozzá Triptolemosz, aki egész görögföldön tanította az embereket, hogyan termesszenek búzát és imádják Démétér istennőt. Triptolemosz szárnyas sárkányok által vont szekérrel járta a világot. Látta, hogy Eumélosz lakhelyén termékeny a talaj és megtanította Euméloszt a búza vetésére, segített várost építeni, amelynek Aroé lett a neve a szántásra utalva. Egy éjjel, amikor Triptolemosz elaludt, Eumélosz fia, Antheiasz ellopta a sárkányos szekeret, hogy megpróbáljon búzát vetni. A sárkányok azonban felszálltak, Antheiasz leesett és meghalt. Eumélosz a baleset helyén egy másik várost alapított, amelynek az Antheia nevet adta. A két város között épült később Messzatisz. Ez a három város egyesült Patrai néven (patrai = „apa” többes száma).